# スピシスケー・ヴラヒ - スピシスケー・ポドフラヂェ線
スピシスケー・ヴラヒ - スピシスケー・ポドフラヂェ線（スロバキア語: Železničná trať Spišské Vlachy – Spišské Podhradie）は、スロバキア国鉄の鉄道線の名称である。路線番号は187。
1894年に開業した。夏季の土曜・日曜のみ列車が運行され、通常は運行されていない。

## 運行形態[2]
- ハニチカ号：　ヴラヒ - ポドフラヂェ　　【夏季の土曜・休日運行】
季節限定で、一日5往復の運行。
過去の運行形態
2018年以前は、一日4往復であった。また、金曜日運行する週もあった。
2019年に、金曜日の運行がなくなり、土日のみの運行となった。
2020年に一日5往復に増発され、うち4往復がノヴァー・ヴェスに直通する様になった。ヴラヒ町とカトゥーニは通過となった。
2021年に、再び線内のみの運行となり、ヴラヒ町とカトゥーニも停車となった。

## 駅一覧
以下では、スロバキア国鉄187号線の駅と営業キロ、停車列車、接続路線などを一覧表で示す。
| 路線名 | 駅名                               | 駅間営業キロ | 累計営業キロ | 接続路線                              | 所在地       | 所在地                           |
| ------ | ---------------------------------- | ------------ | ------------ | ------------------------------------- | ------------ | -------------------------------- |
| 187    | スピシスケー・ヴラヒ駅             | -            | 0.0          | 180号線（コシツェ方面、ポプラド方面） | コシツェ県   | スピシスカー・ノヴァー・ヴェス郡 |
| 187    | スピシスケー・ヴラヒ町駅           | 1.4          | 1.4          |                                       | コシツェ県   | スピシスカー・ノヴァー・ヴェス郡 |
| 187    | ビストラニ・ナ・スピシ駅（休止中） |              | (3.5)        |                                       | コシツェ県   | スピシスカー・ノヴァー・ヴェス郡 |
| 187    | カトゥーニ駅                       | 4.4          | 5.8          |                                       | コシツェ県   | スピシスカー・ノヴァー・ヴェス郡 |
| 187    | スピシスケー・ポドフラヂェ駅       | 3.4          | 9.2          |                                       | プレショウ県 | レヴォチャ郡                     |